# Augronne
Die Augronne ist ein Fluss in Frankreich, der in den Regionen Grand Est und Bourgogne-Franche-Comté verläuft. Sie entspringt südlich des Col de la Demoiselle aus dem See Étang du Renard, im Gemeindegebiet von Remiremont, entwässert in generell südwestlicher Richtung durch den Regionalen Naturpark Ballons des Vosges und erreicht bei Aillevillers-et-Lyaumont das Tal der Sémouse. Sie verläuft aber über eine Länge von etwa acht Kilometern in geringem Abstand weiterhin parallel zum Fluss, ist über eine Vielzahl von Wasserarmen auch bereits mit ihm verbunden, mündet aber erst nach einer Gesamtstrecke von rund 29 Kilometern bei Saint-Loup-sur-Semouse als linker Nebenfluss in die Sémouse. 
Auf ihrem Weg durchquert die Augronne die Départements Vosges und Haute-Saône.

## Orte am Fluss
- Plombières-les-Bains
- Aillevillers-et-Lyaumont
- Saint-Loup-sur-Semouse